# Гудима, Тамара Михайловна
Тама́ра Миха́йловна Гуди́ма (5 июня 1936 года, Архангельск, РСФСР, СССР — 19 октября 2021 года, Москва, Российская Федерация) — советский и российский государственный и общественный деятель, депутат Государственной Думы первого и второго созывов. Кандидат философских наук.

## Биография
Тамара Гудима родилась 5 июня 1936 года в СССР.
В 1959 году окончила Архангельский государственный педагогический институт и получила специальность преподаватель русского языка, литературы и истории.
В 1972 году окончила Академию общественных наук при ЦК КПСС по специальности «Марксистско-ленинская философия», после чего до 1989 года трудилась в Архангельском лесотехническом институте.
С 1989 по 1991 годы занимала пост секретаря Архангельского областного комитета КПСС.
В декабре 1993 года избрана депутатом Государственной Думы первого созыва от политической партии КПРФ. Входила в состав комитета по культуре. В 1995 году вновь была избрана депутатом Государственной Думы второго созыва от КПРФ.
Тамара Гудима скончалась 19 октября 2021 года в Москве.

## Награды
- Медаль «В ознаменование 100-летия со дня рождения Владимира Ильича Ленина» (1970 год).
- Медаль «За отличие в охране государственной границы СССР»
- Благодарность Министра культуры и массовых коммуникаций Российской Федерации (5 июня 2006 года) — за многолетний добросовестный труд, большой личный вклад в сохранение и развитие российской культуры[6].
- Памятный знак «МПА СНГ. 25 лет» (13 октября 2017 года) — за содействие в деятельности Межпарламентской Ассамблеи и её органов[7].

## Научные труды
1. Роль факультета общественных профессий в реализации ком-плексного подхода к воспитанию молодежи // Актуальные вопросы даль-нейшего развития факультетов общественных профессий и повышения их роли  в коммунистическом воспитании студенческой молодежи. – Архангельск, 1979.
2. Идеалы и их роль в формировании личности // Ленинские идеи коммунистического воспитания и современность. – Казань, 1980.
3. В.И. Ленин о роли мировоззрения в художественном творчестве // Ленинизм – революционное знамя нашей эпохи. – Архангельск, 1980.
4. Духовные потребности и их роль во всестороннем развитии лич-ности // XXVI съезд КПСС и вопросы коммунистического воспитания сту-дентов. – Архангельск, 1981.
5. Критика  мифотворческого понимания искусства // Единство эсте-тического, нравственного, художественного в системе идеологических от-ношений. – Архангельск, 1983.
6. Наступательность как принцип пропаганды // Вестн. полит. ин-форм. – Архангельск, 1984.
7. Свободное время – богатство человека // Вестн. полит. информ. – Архангельск, 1985. – № 24.
8. Особенности социалистического соревнования среди молодежи //  Трудовой коллектив: вопросы совершенствования социалистического соревнования. – Архангельск, 1985.
9. Особенности социализации современной молодежи // Опыт, про-блемы и пути формирования гражданской зрелости молодежи. – Архан-гельск, 1986.
10. Когда рождается политик? // Молодой коммунист. – 1986. – № 6.
11. Определяется составом лекторов // Вестн. полит. информ. – Ар-хангельск, 1986.
12. О нравственном облике ученого // М.В. Ломоносов и Север. – Архангельск, 1986.
13. Содержание и формы активизации идеологической работы с молодежью // Пути и способы развития социальной активности молодежи. – Архангельск, 1986.
14. Давайте спорить… но как? // Молодой коммунист. – 1987. – № 2.
15. От монолога к диалогу (методическая разработка  о проведении дискуссии) // Вестн. полит. информ. – Архангельск, 1987. – № 23.
16. Удовлетворять социальный заказ молодежи // Вестн. полит. ин-форм. – Архангельск, 1974. – № 10.
17. Сущность и особенности ускорения в духовной жизни // Великий Октябрь и современность. Ч. II. – Архангельск, 1987.
18. Что человек может: заметки философа. – Архангельск, 1988.
19. Идеология обновления: какая она? (приглашение к дискуссии) // Вестн. полит. информ. – Архангельск, 1988. – № 17.
20. Созидательный потенциал духовности // Социально-экономиче-ские аспекты активизации человеческого фактора. – Архангельск, 1989.
21. Концептуальные положения формирования государственно-целе-вой программы «Культура русского Севера» // Наследие и современность. – М., 2004 (в соавторстве).
22. Культура и вызовы XXI века // Глобализация в культурологиче-ском измерении. – М., 2005.